# Zorzines minosina
Zorzines minosina là một loài bướm đêm trong họ Noctuidae.